# Phyllodium
Phyllodium es un género de plantas con flores con doce especies perteneciente a la familia Fabaceae. Es originario de Asia y Australia.

## Especies
- Phyllodium elegans
- Phyllodium grande
- Phyllodium hackeri
- Phyllodium insigne
- Phyllodium kurzii
- Phyllodium kurzianum
- Phyllodium longipes
- Phyllodium lutescens
- Phyllodium pulchellum
- Phyllodium pulchrum
- Phyllodium siamense
- Phyllodium vestitum